# Richard Lewis (tennis et rugby à XIII)
Pour les articles homonymes, voir Lewis et Richard Lewis.
Richard Lewis, né le 6 décembre 1954 à Winchmore Hill, est un ancien joueur britannique de tennis professionnel, qui, après sa carrière de sportif, a exercé d'importantes responsabilités dans différentes instances sportives.

## Carrière tennistique
Ses meilleurs résultats dans les tournois du Grand Chelem sont un 3e tour à Wimbledon en 1976 (il bat Brian Teacher 3-6, 9-7, 9-8, 9-8) et à l'Open d'Australie en janvier 1977. En double, il est quart de finaliste à l'Open d'Australie en décembre 1977 avec Robin Drysdale.
Jamais finaliste sur le circuit ATP, il a néanmoins disputé 8 demi-finales en double et deux en simple (Auckland et Taipei en 1977).
Il a joué dans l'équipe de Grande-Bretagne de Coupe Davis entre 1977 et 1982 avec laquelle il atteint les demi-finales en 1981.

## Responsabilités dans le domaine du rugby à XIII
Un an à peine avoir rejoint la Rugby Football League ( Fédération anglaise de rugby à XIII) en 2002 , il supervise la réunification de cette fédération avec la British Amateur Rugby League Association (BARLA) et met ainsi fin à trente années de division entre ces deux instances du rugby à XIII anglais.
En 2007 alors qu'il est président de la RFL, il organise le premier Magic Week end au pays de Galles.
Il fut un fervent partisan de l'intégration des dragons catalans dans la Superleague .
En 2012, il quitte la RFL pour revenir dans le domaine du Tennis et prendre la tête du « All England Tennis Club » de Wimbledon .